# Marin Ireland
Marin Yvonne Ireland (Camarillo, 30 agosto 1979) è un'attrice statunitense.

## Biografia
Dopo gli studi alla The Hartt School presso l'University di Hartford a West Hartford, Connecticut, debutta a teatro off-Broadway nel 2001 nell'opera teatrale Nocturne. Nel corso degli anni ha preso parte a numerose produzioni teatrali e nel 2009 ha vinto un Theatre World Award. Sempre nel 2009 ha ottenuto una candidatura al Tony Award per la sua interpretazione in Reasons to be pretty di Neil LaBute.
In campo televisivo ha interpretato il ruolo di Aileen Morgan nella serie televisiva Homeland - Caccia alla spia, in seguito ha avuto ruoli di rilievo in altre produzioni televisive come The Divide, The Slap e Sneaky Pete. Al cinema ha recitato perlopiù in pellicole indipendenti. Assidua la sua collaborazione con il regista Noah Buschel, che la dirige in Glass Chin per cui ottiene una candidatura come miglior attrice non protagonista agli Independent Spirit Awards 2016.
Nel 2025 recita nella commedia romantica Materialists, per la regia di Celine Song.

## Filmografia

### Cinema
- The Manchurian Candidate, regia di Jonathan Demme (2004)
- Suburban Girl, regia di Marc Klein (2007)
- Io sono leggenda (I Am Legend), regia di Francis Lawrence (2007)
- Rachel sta per sposarsi (Rachel Getting Married), regia di Jonathan Demme (2008)
- L'amore impossibile di Fisher Willow (The Loss of a Teardrop Diamond), regia di Jodie Markell (2008)
- The Understudy, regia di David Conolly e Hannah Davis (2008)
- If You Could Say It in Words, regia di Nicholas Gray (2008)
- Revolutionary Road, regia di Sam Mendes (2008)
- Brief Interviews with Hideous Men, regia di John Krasinski (2009)
- 28 Hotel Rooms, regia di Matt Ross (2012)
- Future Weather, regia di Jenny Deller (2012)
- Il matrimonio che vorrei (Hope Springs), regia di David Frankel (2012)
- The Letter, regia di Jay Anania (2012)
- Sparrows Dance, regia di Noah Buschel (2012)
- Effetti collaterali (Side Effects), regia di Steven Soderbergh (2013)
- Bottled Up, regia di Enid Zentelis (2013)
- Take Care, regia di Liz Tuccillo (2014)
- Glass Chin, regia di Noah Buschel (2014)
- La famiglia Fang (The Family Fang), regia di Jason Bateman (2015)
- Questo sentimento estivo (Ce sentiment de l'été), regia di Mikhaël Hers (2015)
- The Phenom, regia di Noah Buschel (2016)
- Hell or High Water, regia di David Mackenzie (2016)
- Some Freaks, regia di Ian MacAllister McDonald (2016)
- In the Radiant City, regia di Rachel Lambert (2016)
- The Strange Ones, regia di Christopher Radcliff e Lauren Wolkstein (2017)
- La diseducazione di Cameron Post (The Miseducation of Cameron Post), regia di Desiree Akhavan (2018)
- Light from Light, regia di Paul Harrill (2019)
- The Irishman, regia di Martin Scorsese (2019)
- L'uomo vuoto - The Empty Man (The Empty Man), regia di David Prior (2020)
- The Dark and the Wicked, regia di Bryan Bertino (2020)
- Eileen, regia di Will Oldroyd (2023)
- Birth/Rebirth, regia di Laura Moss (2023)
- The Boogeyman, regia di Rob Savage (2023)
- Material Love (Materialists), regia di Celine Song (2025)

### Televisione
- Law & Order: Criminal Intent – serie TV, 2 episodi (2003, 2006)
- Law & Order - I due volti della giustizia (Law & Order) – serie TV, 1 episodio (2008)
- Mildred Pierce – miniserie TV, 5 puntate (2011)
- The Good Wife – serie TV, 1 episodio (2011)
- A Gifted Man – serie TV, 3 episodi (2011)
- Prime Suspect – serie TV, 1 episodio (2011)
- Unforgettable – serie TV, 1 episodio (2012)
- Boss – serie TV, 4 episodi (2012)
- Homeland - Caccia alla spia (Homeland) – serie TV, 5 episodi (2011-2012)
- The Following – serie TV, 1 episodio (2013)
- The Killing – serie TV, 2 episodi (2012-2014)
- The Divide – serie TV, 8 episodi (2014)
- Masters of Sex – serie TV, 3 episodi (2014)
- Madam Secretary – serie TV, 1 episodio (2014)
- Girls – serie TV, 3 episodi (2015)
- Law & Order - Unità vittime speciali (Law & Order: Special Victims Unit) – serie TV, 2 episodi (2006-2015)
- The Slap – miniserie TV, 8 puntate (2015)
- Elementary – serie TV, 1 episodio (2015)
- Sneaky Pete – serie TV, 30 episodi (2015-2019)
- The Umbrella Academy - serie TV, 11 episodi (2020-2022)
- Y - L'ultimo uomo (Y: The Last Man) – serie TV, 8 episodi (2021)
- Gaslit - miniserie televisiva, episodi 3-4 (2022)

## Riconoscimenti
- Independent Spirit Awards[2]
  - 2023 - Candidatura per la miglior interpretazione non protagonista per Eileen

## Doppiatrici italiane
Nelle versioni in italiano delle opere in cui ha recitato, Marin Ireland è stata doppiata da:
- Gaia Bolognesi in The Slap, Sneaky Pete, Hell or High Water
- Beatrice Caggiula in Y: L'Ultimo Uomo, Gaslit
- Angela Brusa in Law & Order - Criminal Intent (ep. 2x22), Mildred Pierce
- Laura Lenghi in Law & Order - Unità vittime speciali (ep. 16x17)
- Anna Lana in Law & Order - Criminal Intent (ep. 5x16)
- Benedetta Ponticelli in Effetti collaterali
- Daniela Calò in Prime Suspect
- Chiara Gioncardi ne Il matrimonio che vorrei
- Micaela Incitti in La famiglia Fang
- Selvaggia Quattrini in Elementary
- Tatiana Dessi in The Umbrella Academy
- Roberta Gasparetti in Eileen